# Purga di Pride
La Purga di Pride (in inglese Pride's Purge) è un evento che ebbe luogo dal 6 al 12 dicembre 1648, durante la Guerra civile inglese, quando il colonnello Thomas Pride, appartenente alla New Model Army di Cromwell, fece arrestare a Londra 45 membri moderati della Camera dei Comuni oppure impedì loro l'accesso al Parlamento (186 deputati), ritenendo che non avrebbero sostenuto l'esecuzione del re. Dopo questo colpo di stato militare ulteriori 86 parlamentari abbandonarono l'Aula in segno di protesta. Sta di fatto che la Camera dei Comuni, l'unica elettiva, si ritrovò ad avere appena duecento deputati, passando alla storia come il "Rump Parliament" ("Parlamento tronco" o monco ovvero epurato dei suoi elementi non favorevoli al processo e alla condanna a morte di re Carlo I, che sarebbe poi avvenuta il 30 gennaio 1649).

## Contesto storico

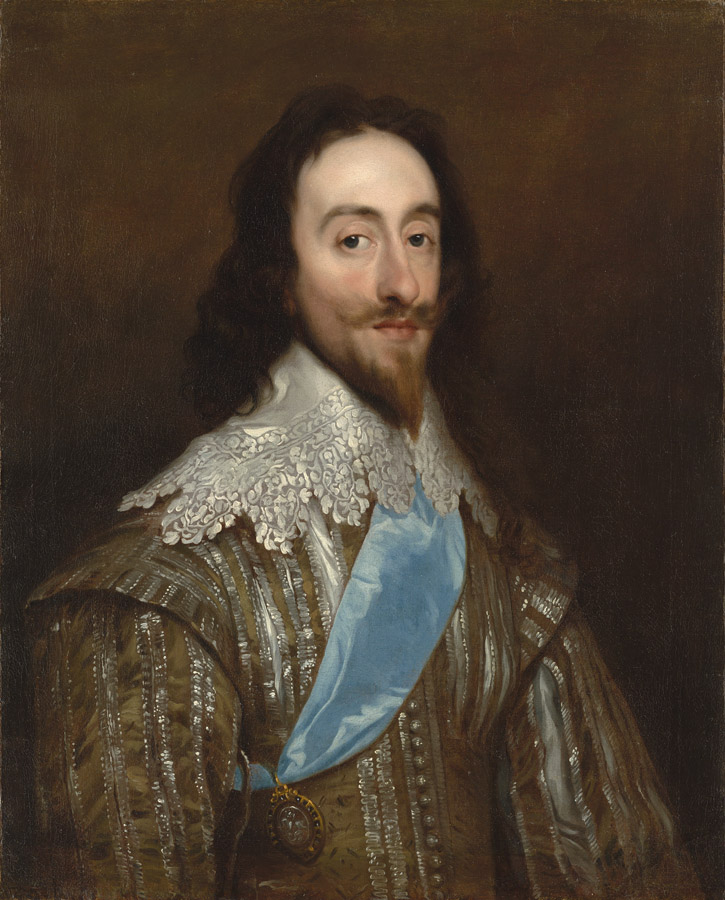
Carlo I d'Inghilterra.

Nel 1628 Carlo I per sostenere le spese necessarie all'appoggio militare in Francia per il soccorso degli ugonotti, convocò il Parlamento.
I parlamentari però, invece di concedere sussidi al re, gli chiesero conto di tutte le illegalità commesse, chiedendogli di firmare la cosiddetta Petizione dei Diritti (Petition of Rights) con la quale si decretava che ogni nuova imposizione fiscale dovesse essere approvata dal Parlamento stesso. Per questo motivo il re sciolse il Parlamento appena un mese dopo la riconvocazione.
Durante i dieci anni di non convocazione del Parlamento, Carlo I tentò di racimolare denaro attraverso l'imposizione di nuovi tributi e di diffondere l'Anglicanesimo in Scozia, regione di fede calvinista, inducendo un'ampia rivolta.
Carlo I si trovò costretto a convocare il Parlamento per chiedere l'approvazione di ulteriori tasse necessarie a formare un esercito da inviare contro gli insorti scozzesi. Ciò avvenne il 13 aprile 1640, ma il 5 maggio dello stesso anno, a causa delle proteste dei parlamentari (sulla base delle petizioni), il monarca sciolse l'Assemblea ("Short Parliament" o "Parlamento Corto").

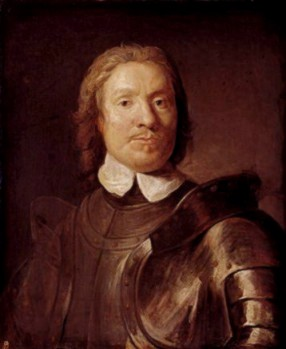
Oliver Cromwell

I successi dei rivoltosi scozzesi e lo scoppio della rivolta in Irlanda costrinsero però il re a convocare ancora il Parlamento e ad accettare, pur di farsi concedere sussidi, una limitazione, almeno formale, del proprio potere in favore dell'Aula, che non si sarebbe sciolta fino al 1653 e venne perciò denominata "Parlamento Lungo".
Il re cercò di liberarsi dei parlamentari che gli erano più ostili ma questi, avvertiti in tempo, riuscirono a salvarsi anche con l'appoggio della popolazione di Londra, sempre più insofferente dell'atteggiamento assolutista di Carlo I.
Scoppiò così una guerra civile tra monarchici e parlamentari; le truppe parlamentari della New Model Army vinsero guidati dal puritano Oliver Cromwell.
Nel 1647 Carlo I fuggì e si rifugiò in Scozia, che riprese la guerra contro gli inglesi. Il 17 agosto del 1648  Cromwell sconfisse a Preston gli scozzesi che gli consegnarono Carlo I.

## La "purga"

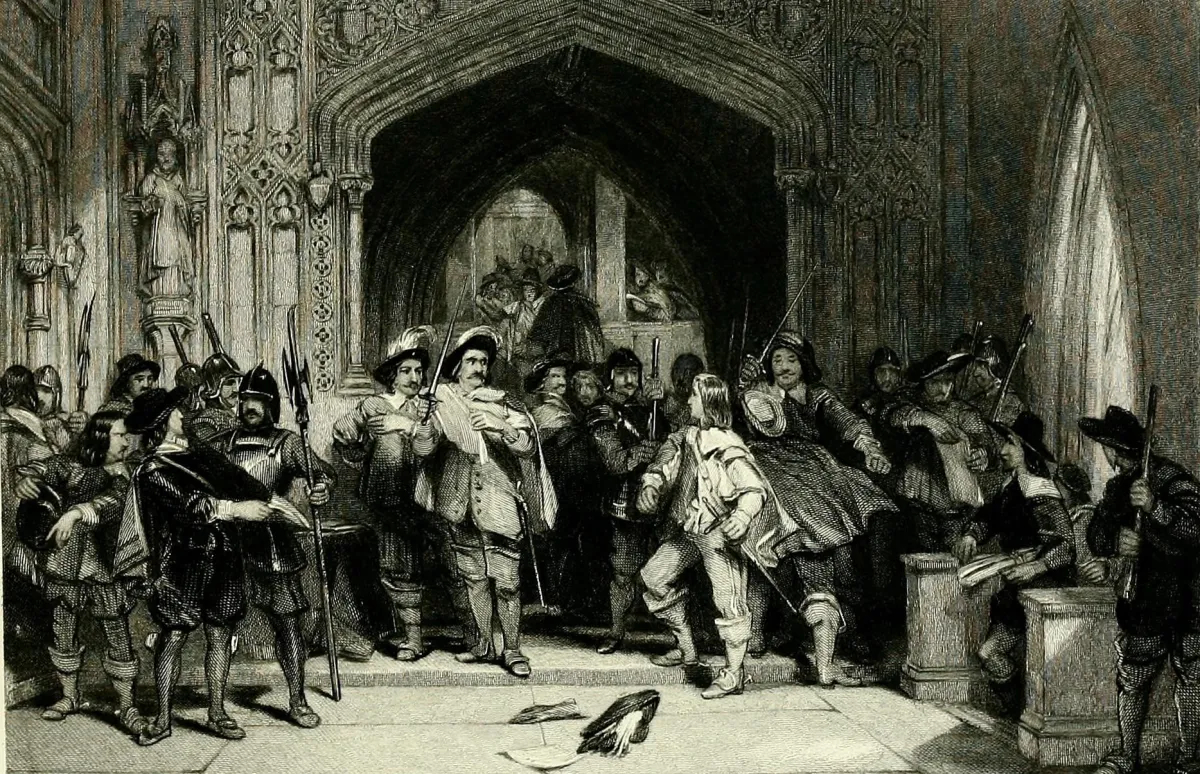
Il colonnello Thomas Pride rifiuta di lasciar entrare nel Lungo Parlamento i membri presbiteriani

Una parte dei membri del Parlamento, soprattutto i presbiteriani, cercò di negoziare con il re un nuovo assetto istituzionale del Regno. Gli elementi più radicali dell'esercito si opposero a queste trattative e inviarono il 20 novembre 1648 una rimostranza al re.
Le risposte del re non furono all'altezza di ciò che molti speravano, ma la Camera dei Comuni, invece, il 5 dicembre 1648 le giudicò accettabili, con 129 voti contro 83.
Il giorno dopo il colonnello Thomas Pride, un ufficiale compagno d'armi di Cromwell, si presentò in cima alle scale che portavano al Parlamento (Westminster)  occupandone le entrate con due reggimenti di soldati per impedire l'accesso o arrestare i deputati moderati, inseriti in una lunga lista d'esclusione.
L'operazione "Purga di Pride" proseguì nei giorni seguenti fino al 12 dicembre. Da allora furono imprigionati 45 membri, di cui 25 vennero rilasciati prima di Natale. Si giunse probabilmente all'epurazione di oltre un centinaio di deputati presbiteriani e, quindi, a un'importante riduzione dei parlamentari.
Londra venne occupata per la seconda volta dall'esercito e «si gettarono le basi di dodici anni di dominio militare nel paese.»
Nacque così il "Parlamento tronco" (Rump Parliament), che interruppe le trattative e giudicò il re colpevole di alto tradimento e omicidio, condannandolo a morte per aver complottato contro la Camera dei Comuni e il popolo inglese. La sentenza, che recava la firma di Oliver Cromwell, venne eseguita il 30 gennaio 1649.